# Pachycondyla sauteri
Pachycondyla sauteri är en myrart som beskrevs av Auguste-Henri Forel 1912. Pachycondyla sauteri ingår i släktet Pachycondyla och familjen myror. Inga underarter finns listade i Catalogue of Life.